# Sean Dolan
Sean Dolan (* 11. Februar 1988 in Chesterfield, Missouri) ist ein US-amerikanischer Eishockeyspieler, der zuletzt bis Dezember 2015 bei den Lausitzer Füchsen in der DEL2 unter Vertrag stand.

## Karriere
Sean Dolan spielte ab 2004 in der United States Hockey League (USHL), der wichtigsten Junioren-Eishockeyliga in den USA. Er trat für die Mannschaften Indiana Ice, Cedar Rapids RoughRiders und Chicago Steel an. Danach besuchte die University of Wisconsin, wo er von 2007 bis 2011 in vier Saisons 42 Scorerpunkte erzielte und auf 118 Strafminuten in 143 Spielen kam.
Sein Debüt als Profi gab er während der Saison ECHL-Saison 2010/11, als er für die South Carolina Stingrays antrat und für diese auch in die folgende Saison startete. Im Januar 2012 wurde er von den Charlotte Checkers abgeworben, um erstmals in der American Hockey League (AHL)anzutreten. Im Juli 2013 wurde sein Vertrag bei den Checkers um ein weiteres Jahr verlängert.
Im September 2014 nahm Sean Dolan Dolan ein Try-Out bei den Chicago Wolves an, kehrte aber wenige Tage später für einen einjährigen Vertrag zu den South Carolina Stingrays zurück.
Im August 2015 unterschrieb er als Free Agent einen Vertrag beim deutschen Zweitligisten Lausitzer Füchse und wechselt damit erstmals ins Ausland und nach Europa.

## Karrierestatistik
(Legende zur Spielerstatistik: Sp oder GP = absolvierte Spiele; T oder G = erzielte Tore; V oder A = erzielte Assists; Pkt oder Pts = erzielte Scorerpunkte; SM oder PIM = erhaltene Strafminuten; +/− = Plus/Minus-Bilanz; PP = erzielte Überzahltore; SH = erzielte Unterzahltore; GW = erzielte Siegtore; 1 Play-downs/Relegation; Kursiv: Statistik nicht vollständig)